# سلطان البیشی
سلطان البیشی (انگلیسی: Sultan Al-Bishi؛ زادهٔ ۲۸ ژانویهٔ ۱۹۹۰) یک بازیکن فوتبال اهل عربستان سعودی است.
از باشگاه‌هایی که در آن بازی کرده‌است می‌توان به الهلال عربستان و الرائد عربستان اشاره کرد.